# 20 Января (памятник)
«20 Января» (азерб. 20 Yanvar) — памятник, установленный в столице Азербайджана, в городе Баку, в память о жертвах трагических событий, когда в ночь с 19 на 20 января в Баку с целью подавления политической оппозиции были введены подразделения советской армии, что привело к гибели более сотни мирных жителей. Памятник установлен на территории Ясамальского района, у дорожного кольца «20 Января». Авторами памятника являются скульпторы: Джаваншир Дадашов (азерб. Cavanşir Dadaşov), Азад Алиев (азерб. Azad Əliyev) и архитектор Адалят Мамедов (азерб. Ədalət Məmmədov).
На кругу, у которого сооружён памятник, в советские годы стоял памятник в честь вступления XI Красной армии в Баку, установленный 18 апреля 1980 года. После трагедии 20 января 1990 года этот памятник был убран. Мемориальный комплекс «20 Января» начал сооружаться в октябре 2009 года. Открытие памятника состоялось 20 января 2010 года. На церемонии присутствовал президент Азербайджана Ильхам Алиев, глава администрации президента Рамиз Мехтиев, депутаты Национального собрания Азербайджана, глава исполнительной власти Ясамальского района Ибрагим Мехтиев, а также семьи жертв трагедии.
Общая площадь комплекса составляет 1500 м². Высота памятника вместе с постаментом — 8 м. Монумент изображает группу людей, полных решимости не пропустить войска в свой город; некоторые из них уже пали. На гранитном постаменте памятника золотыми буквами высечено 147 имён жертв трагедии. Также на постаменте высечены слова Гейдара Алиева:
20 января 1990 года вошёл в историю Азербайджана как один из самых трагических дней, в то же время как страница героизма нашего народа.Оригинальный текст (азерб.)
1990-cı il yanvarın 20-si Azərbaycanın tarixinə ən faciəli günlərdən biri, eyni zamanda xalqımızın qəhrəmanlıq səhifəsi kimi daxil olmuşdur.